# علی کایا
علی کایا (انگلیسی: Ali Kaya؛ زادهٔ ۲۰ آوریل ۱۹۹۴) دونده اهل ترکیه است.